# Església de Sant Nicolau (Curtea de Argeș)
L'Església de Sant Nicolau de Curtea de Argeș és un dels monuments més representatius de l'arquitectura romanesa medieval i l'edifici religiós més antic de Valàquia. Les pintures murals interiors, especialment valuoses, es varen realitzar entre 1364 i 1369.
La Cort Reial d'Argeș va ser construïda originalment al segle xiii pel voivoda valac Seneslau. Sota el regnat de Basarab I (1310-1352), es va ampliar amb l'església, el palau reial al costat sud, la torre i el mur de tancament, tots ells són representatius de l'arquitectura tradicional romanesa. Al segle xvi, el governant de Valàquia Neagoe Basarab (1512-1521) va construir la casa reial al costat nord.